# You People
You People ist eine US-amerikanische romantische Komödie aus dem Jahr 2023 von Kenya Barris, der gemeinsam mit Hauptdarsteller Jonah Hill auch das Drehbuch verfasst hat. Die Handlung konzentriert sich auf ein gemischtethnisches und interreligiöses Paar, nämlich einen weißen jüdischen Mann und eine schwarze muslimische Frau, und wie ihre Familien mit moderner Liebe umgehen, inmitten kultureller Konflikte, gesellschaftlicher Erwartungen und Generationenunterschiede.
Die Weltpremiere des Films fand am 17. Januar 2023 in Los Angeles statt. Ab dem 20. Januar 2023 wurde You People in ausgewählten Kinos in den Vereinigten Staaten gezeigt, ehe der Film durch Netflix am 27. Januar 2023 weltweit zum Abruf bereitgestellt wurde.

## Handlung
Ezra Cohen, ein 35-jähriger Broker und Podcaster, beginnt eine ungewöhnliche Beziehung mit der Modedesignerin Amira Mohammed. Das Paar trifft sich zum ersten Mal, als Amira, frustriert von ihrem GPS-Navigationssystem, vor dem Gebäude parkt, in dem Ezra arbeitet. Ezra, der irrtümlicherweise glaubt, Amira sei seine Uber-Fahrerin, steigt ins Auto und löst damit einen unangenehmen Streit aus. Ezra macht sein Missgeschick wieder gut, indem er Amira später zum Mittagessen ausführt, und die beiden erkennen, dass es trotz ihrer Unterschiede eine gegenseitige Anziehungskraft gibt. Ezra ist nämlich weiß und jüdisch, während die Eltern der afroamerikanischen Amira gläubige Anhänger der Nation of Islam sind.
Amira und Ezra ziehen schließlich zusammen, sehr zum Leidwesen von Amiras Vaters Akbar, der es vorzieht, dass seine Tochter mit einem anderen Mitglied der Nation of Islam ausgehen würde. Nach sechsmonatiger Beziehung mit Amira stellt Ezra seine neue Freundin seiner Familie vor. Ezras Eltern Shelley und Arnold erklären unbeholfen, dass sie gegenüber jedem Toleranz und Akzeptanz an den Tag legen, einschließlich bei ihrer Tochter Liza, welcher der LGBT-Community angehörig ist. Als Shelley beginnt, Themen im Zusammenhang mit der Black-Lives-Matter-Bewegung anzusprechen, täuscht der peinlich berührte Ezra vor, Hilfe in der Küche zu brauchen, und drängt seine Mutter aus dem Wohnzimmer. In einem Gespräch unter vier Augen vertraut Ezra seiner Mutter an, dass er plant, Amira einen Heiratsantrag zu machen.
Bevor er ihr einen Antrag machen kann, wird Ezra von seinem Kumpel und Podcast-Kollegen Mo dazu gedrängt, sich vorab mit Amiras Eltern zu treffen. Schließlich lädt Ezra seine Schwiegereltern in spe in ein Soul-Food-Restaurant ein. Das Treffen verläuft nicht reibungslos, da Ezra von Amiras Vater Akbar misstrauisch beäugt wird und dieser sein Missfallen gegenüber der geplanten Hochzeit offen äußert. Als Amira nach Hause kommt, erzählt sie Ezra, dass ihre Mutter ihr von dem unangenehmen Treffen im Restaurant erzählt hat. Daraufhin holt Ezra in seiner Verzweiflung das Schmuckkästchen mit dem Ehering hervor und Amira bittet Ezra ihr nun doch einen Antrag zu machen. Ezra geht auf die Knie und macht Amira einen Heiratsantrag, den Amira glücklich annimmt.
Infolgedessen kündigt Ezra seinen Job bei der Broker-Firma, um sich künftig seiner wahren Leidenschaft als Podcaster zu widmen. Später laden Amira und Ezra beide Elternpaare zum Abendessen ein, um die Hochzeitspläne zu besprechen. Das Abendessen geht wenig überraschend schief, als ein Streit über antisemitische Äußerungen des Nation-of-Islam-Führers Louis Farrakhan entbrennt und Shelley aus Versehen die Gebetsmütze von Akbar anzündet. Im Anschluss an das verkorkste Dinner arrangieren Ezra und Amira separate Verabredungen mit ihren zukünftigen Schwiegereltern, um die entstandenen Spannungen abzubauen. Ezra verbringt den Tag mit Akbar, der jedoch ständig Wege findet, wie er das Selbstvertrauen von Ezra untergraben kann, indem er sich über die vermeintliche finanzielle Unsicherheit auslässt, die Ezras Podcast-Beruf mit sich bringt. Anschließend bringt Akbar Ezra mit in einen angesagten Barber-Shop, wo er ihn auflaufen lässt, wissend, dass Ezra nicht darauf vorbereitet ist und so zwangsläufig mit seinem roten Hoodie gegen den dortigen Dress-Code verstößt. Später gehen beide Männer zu einem Basketballfeld in Inglewood, wo Ezra dazu gedrängt wird an einem Spiel teilzunehmen. In der Hoffnung, Ezra zu demütigen, filmt Akbar ihn mit seinem Handy, aber zu seiner Überraschung schneidet Ezra im Spiel sehr gut ab. Unterdessen nimmt Shelley Amira mit zu einem Tag im Spa mit. Dort offenbart Shelley ihre Ahnungslosigkeit und Unsensibilität in Bezug auf die Black Community, was in Amira ein stetes Unbehagen auslöst.
Zu seinem Junggesellenabschied reist Ezra mit seinen Freunden nach Las Vegas, aber seine Vorfreude auf das Wochenende wird gedämpft, als Akbar sich unerwartet den Jungs anschließt. Akbar besteht darauf, die Männer bei ihrer großen Partynacht in den Stripclubs zu begleiten. Ezra, der weiß, dass er von Akbar beobachtet wird, nimmt nicht an den Feierlichkeiten teil. Jedoch wird sein Charakter erneut in Frage gestellt, als seine Freunde sich lautstark an die obszönen Taten erinnern, die Ezra beim letzten Besuch in Vegas begangen hat. Auf dem Junggesellinnenabschied in Palm Springs werden Amira und ihre Freundinnen von Shelley und Liza begleitet. Im Verlauf des Abends kommt es zu weiteren Peinlichkeiten, als Shelley während eines Partyspiels versehentlich eine rassistische Bemerkung macht und die Perücke eines Gastes unabsichtlich abreißt.
Bei einem Probeessen im Vorfeld der Hochzeit sprechen sowohl Ezra als auch Amira privat mit Akbar und Shelley. Dabei bringt Akbar sein Misstrauen gegenüber Ezras aufrichtiger Liebe zu Amira zum Ausdruck. Amira kritisiert Shelley aufgrund ihrer übertrieben zur Schau gestellten Begeisterung gegenüber Minderheiten und dass Shelley sie nie als richtigen Menschen wahrnimmt, sondern nur als Accessoire, mit dem sie vor ihren Freundinnen angeben kann. Nach ihren gemeinsamen Gesprächen kommen Ezra und Amira zu der Erkenntnis, dass ihre Beziehung zu viele Hindernisse zu überwinden hat. Da sie nun das Gefühl haben, dass sie nicht zueinander passen, sagen sie die Hochzeit ab und trennen sich.
Drei Monate später hält Ezra in seinem Podcast einen bedeutungsvollen Monolog, in dem er darauf hinweist, dass Schwarze und Weiße die Erfahrungen des jeweils anderen nie wirklich verstehen können, egal wie sehr sie sich auch bemühen. Sowohl Shelley als auch Akbar hören zufällig seine Rede und überdenken ihre Handlungen; Akbar hat die Eingebung Shelley zu kontaktieren. Unter dem Vorwand eines Einkaufsbummels bringen Shelley und Akbar Ezra und Amira in eine trendige Boutique, wo sich die beiden unterschiedlichen Elternteile für ihre Taten entschuldigen. Ezra und Amira nehmen ihre Entschuldigung an und betreten das Geschäft, in dessen Inneren sie es für ihre Hochzeit hergerichtet vorfinden. Die beiden heiraten schließlich doch noch und ihre Familien feiern gemeinsam ein großes Fest.

## Produktion
Im Juni 2021 wurde berichtet, dass Jonah Hill die Hauptrolle in einer Netflix-Komödie übernehmen werde, für die er gemeinsam mit Kenya Barris auch das Drehbuch geschrieben hat, welcher mit dem Film sein Regiedebüt feiert. Die Besetzung von Eddie Murphy wurde im August 2021 bekannt gegeben. Im Monat darauf schlossen sich Julia Louis-Dreyfus, Lauren London, Sam Jay und Molly Gordon dem Cast an. Im Oktober 2021 folgte unter anderem die Besetzung von David Duchovny und Nia Long.
Im selben Monat begann man mit den Dreharbeiten in Los Angeles.

## Synchronisation
Die deutschsprachige Synchronisation entstand nach einem Dialogbuch von Luisa Buresch sowie unter der Dialogregie von Christian Gaul im Auftrag der Interopa Film in Berlin.
| Schauspieler        | Synchronsprecher   | Rollenname      |
| ------------------- | ------------------ | --------------- |
| Jonah Hill          | Tobias Müller      | Ezra Cohen      |
| Lauren London       | Marieke Oeffinger  | Amira Mohammed  |
| Eddie Murphy        | Dennis Schmidt-Foß | Akbar Mohammed  |
| Julia Louis-Dreyfus | Silvia Mißbach     | Shelley Cohen   |
| David Duchovny      | Benjamin Völz      | Arnold Cohen    |
| Nia Long            | Melanie Pukaß      | Fatima Mohammed |
| Sam Jay             | Lo Rivera          | Mo              |
| Molly Gordon        | Jodie Blank        | Liza Cohen      |
| Mike Epps           | Asad Schwarz       | Onkel EJ        |
| Travis Bennett      | Sascha Werginz     | Omar Mohammed   |
| Matt Walsh          | Frank Röth         | Don Wood        |
| Bryan Greenberg     | Vincent Fallow     | Issac           |

## Kritiken
Auf Rotten Tomatoes sind 42 % der 125 Kritikerbewertungen positiv, mit einer durchschnittlichen Bewertung von 5.2/10. Der Konsens der Website lautet: „You People hat eine hervorragende Besetzung und viel komödiantisches Potenzial – beides wird größtenteils für einen Film verschwendet, der zwischen sozialem Kommentar und romantischer Komödie schwankt, ohne sich vollständig auf beides festzulegen.“ Bei Metacritic hat der Film eine gewichtete Durchschnittsbewertung von 50 von 100 Punkten, basierend auf 33 Kritiken, was auf „gemischte oder durchschnittliche Kritiken“ hinweist.
Richard Roeper schrieb in seiner Kritik für die Chicago Sun-Times am 20. Januar 2023, der Film versinke unter dem Gewicht seiner Offensichtlichkeit und einer konsequent hartnäckigen Herangehensweise, trotz der oftmals stilvollen und schnell durchgetakteten Regie von Kenya Barris und einer unglaublich talentierten Besetzung („it sinks under the weight of its obviousness and a consistently heavy-handed approach, despite the sometimes stylish and well-paced direction from Kenya Barris and an incredibly talented cast“).
In einer gesammelten Besprechung von aktuellen Streaming-Starts urteilte Leah Greenblatt von Entertainment Weekly, der Film sei viel besser, wenn er seinen Todesgriff um die Pointen und peinlichen Slapstick-Momente lockere, und seinem Starensemble einfach erlaube, sich wie echte Menschen zu verhalten („The movie is much better when it relaxes its death grip on screenwriter-y punchlines and slapstick cringe and just allows its cavalcade of stars to act like actual […] people“).
Im deutschsprachigen Raum kam Christoph Petersen von Filmstarts zu dem Fazit, dass es You People an Witz und Biss fehle. Wenn man ohnehin ein Netflix-Abo abgeschlossen habe, sei es vor allem der großartige Cast, der das Reinschalten in diese gesellschaftsrelevante Meine Braut, ihr Vater und ich-Variante rechtfertige.
Oliver Armknecht, Chefredakteur von film-rezensionen.de, konstatierte dem Film ein vielversprechendes Szenario und Ensemble. Umso ernüchternder sei das Ergebnis, da der Film nichts Substantielles zu all seinen Themen zu sagen habe. Er sei nicht einmal unterhaltsam, da unerträgliche Figuren einfallslose Witze vortragen und diese wiederholen würden.